# Provincia di Chichaoua
La provincia di Chichaoua è una delle province del Marocco, parte della Regione di Marrakech-Safi.

## Geografia antropica

### Suddivisioni amministrative
La provincia di Chichaoua conta 2 municipalità e 33 comuni:

#### Municipalità
- Chichaoua
- Imintanoute

#### Comuni
- Adassil
- Afalla Issen
- Ahdil
- Ain Tazitounte
- Ait Haddou Youssef
- Ait Hadi
- Assif El Mal
- Bouabout
- Bouabout Amdlane
- Douirane
- Gmassa

- Ichamraren
- Imindounit
- Irohalen
- Kouzemt
- Lalla Aaziza
- Lamzoudia
- Majjat
- M'Zouda
- Nfifa
- Oued L'Bour
- Oulad Moumna

- Rahhala
- Saidate
- Sid L Mokhtar
- Sidi Abdelmoumen
- Sidi Bouzid Arragragui
- Sidi Ghanem
- Sidi M'Hamed Dalil
- Taouloukoult
- Timezgadiouine
- Timlilt
- Zaouia Annahlia